# 纳粹主义符号

納粹德國國旗

納粹德國於其存在期間曾使用大量图像符号，其中以卐字徽佔最大部份。1933年，卐字旗成为納粹德國的第二国旗，并于1935年被定为唯一国旗。自1920年起，与该国旗很相似的一种卐字旗就已是纳粹党的党旗

## 卐字

納粹卐字

纳粹的主要符号就是卐字徽，1920年，纳粹党剛一成立，便将卐字徽作為正式标志。整个标志有三个颜色，黑色的卐字徽要旋转45度，並置于一白色圆形之中，背景为红色。该标志在党旗、党的徽章以及制服袖章上均有出现。1900年代初期，类似形状的卐字曾出现在美国的明信片上，送信人這麼做的目的是想给收信人送上好运祝福。 
黑-白-红的颜色搭配源自德國黑白紅旗的颜色。在德意志帝國灭亡后，该组配色通常都与反魏瑪共和國的德意志民族主義有关。纳粹亦厌恶魏玛共和国的黑-红-金三色国旗（也是現今德国国旗）。
在《我的奋斗》中，希特勒如此描述纳粹旗帜的象征意义：“红色代表这场运动的基石，即社会理论。白色则象征民族理论（national thought）。卍字代表我們的使命——为雅利安民族争取胜利。” 
今日，一些国家，如德国（见德国刑法第86条第一款）、奥地利、法国、立陶宛、拉脫維亞、波兰、俄罗斯、乌克兰、巴西、中华人民共和国和以色列都已立法禁止纳粹标志，若以非教育性目的公开展示纳粹符号則屬於违法行为。2018年8月9日，德国取消了电子游戏中不得出现卐字徽及其他纳粹标志的禁令。

## 纹章
在纳粹政权的统治下，中央政府支持各政府实体将宗教符号从他们的纹章中移除，如十字架、圣人像等。纳粹中央政府不喜欢这些标志；但是，实际上并没有几个德国地方政府真的对他们那些大多历史悠久的标志进行修改。但还是有些政府照做了，比如巴伐利亚的科堡就把市徽上的摩尔人头像换成了一把带卐字徽的剑。在图林根，人们则在纹章上的狮子的爪子上加了个卐字徽。
纳粹神秘主义者卡尔·玛丽亚·维利古特认为纹章起始于日耳曼众神的世界，是由战神沃坦创造的。卡尔·玛丽亚·维利古特的这一观点显然是受了纳粹时代之前的神秘主义者吉多·冯·李斯特的影响，后者对纹章的起源持同样态度。

## 盧恩字母
历史上的盧恩字母以及现代阿曼尼卢恩字母都曾被纳粹主义以及新纳粹组织使用过，他們是想将自己与日耳曼传统联系在一起，他们主要使用的几个卢恩字母是Sowilō、Eihwaz、Tiwaz、Othala（见日耳曼多神教運動）和Algiz。
卢恩文令纳粹们痴迷的原因可以追溯至神秘学、本土運動作家吉多·冯·李斯特，他是19世纪末20世纪初的日耳曼神秘主义和卢恩文复兴运动的一位重要人物。1908年，吉多·冯·李斯特发表了“卢恩文的秘密”（Das Geheimnis der Runen），这是一套共18个以后弗萨克文为基础的阿曼尼卢恩字母，据说吉多·冯·李斯特在1902年接受双眼白内障手术后进入了一阵暂时性失明状态，他说自己是在这时看到了那18个字母。
纳粹们则将S形卢恩字母称作“Sig”（这一叫法来自吉多·冯·李斯特，他也许是从盎格鲁-撒克逊的Sigel那里得到的灵感）。在历史上并非卢恩字母的狼之钩也与吉多·冯·李斯特创造的卢恩字母“Gibor”形状相同。党卫队的标志就是两个S形卢恩字母。

## 食物
1997年，纳粹大屠杀否认论支持者、奥地利自由党前县理事会成员沃尔夫冈·弗洛里希（Wolfgang Fröhlich）提出阿道夫·希特勒最喜欢的食物是鸡蛋饺子（Eiernockerl）。奥地利一些餐厅便开始在希特勒的生日，即4月20日这天将这道菜作为“每日特色”推广。因此，很多新法西斯主義者都开始用吃鸡蛋饺子的方式来庆祝希特勒的生日，尽管没有任何史料能证明沃尔夫冈·弗洛里希的这一说法。

## 其他符号
纳粹使用的其他符号包括：
- 卐字徽上的帝國鷹，纳粹党曾经的正式标志
- Sowilō (rune)（英语：Sowilō (rune)），党卫队的卢恩文标志[18][19]
- 卢恩文中的各种盧恩字母，比如Odal/Othala（英语：Othala）、Algiz（英语：Algiz）/Leben，Tyr/Tiwaz（英语：Tiwaz (rune)）等；还有其他看上去像卢恩字母的符号，比如狼之钩。[20][21][21][22]
- 党卫队黑色制服
- 冲锋队的棕色衬衫
- 骷髅总队以及納粹集中營部队所使用的骷髅头标志[23]。
- 海因里希·希姆莱所使用的黑太陽。
- 斯特拉瑟主義的标志：相交叉的锤子和剑，这股势力是纳粹主义的一个分支
- 断日轮（英语：Sun cross）十字卐字徽
- 凯尔特十字，该标志原本是前基督教时代和基督教时代的欧洲人群体比如爱尔兰人的象征，自二战结束起，很多新纳粹组织开始将其作为象征符号。

## 新纳粹组织
很多曾被纳粹使用过的符号都被各个新納粹主義组织所挪用，其中包括一些卢恩字母。
新纳粹们也会使用一些数字符号，比如：
- 18，代表阿道夫·希特勒，在字母表中，A是第一个字母，H是第八个字母，按此规律，18便能代表AH，即希特勒姓名的首字母缩写[24]。
- 88，《88格言（英语：88 Precepts）》的代码。《88格言》是20世纪末期的美国白人至上主义者大卫·莱恩（英语：David Lane (white supremacist)）编纂的宣言，格言提出了该如何正确地组织起一个白人民族主义者国家，《88格言》也是一篇关于自然法则、宗教和政治的论文[25]。但是反誹謗聯盟却称“88”象征着希特拉萬歲（Heil Hitler）。同理，数字代表字母在拉丁字母表中的位置[26]。
- 14，这一数字符号来自大卫·莱恩创作的《十四字真言》：“我们必须保障我们人民的生存与白人儿童的未来。”（We must secure the existence of our people and a future for white children. ）[27]
- 有时新纳粹也会把14和88合在一起，如14/88、8814、1488[28]。这些数字符号有时也会被刻上骰子[29]。